# Cimiano
Cimiano (Cimian in dialetto milanese, AFI : [ʧiˈmjɑ̃ː]) è un quartiere   di Milano posto nella zona nord-orientale della città ed appartenente al Municipio  3 e al NIL n. 18, denominato: “Cimiano, Rottole, Q.re Feltre”. 

## Quartiere

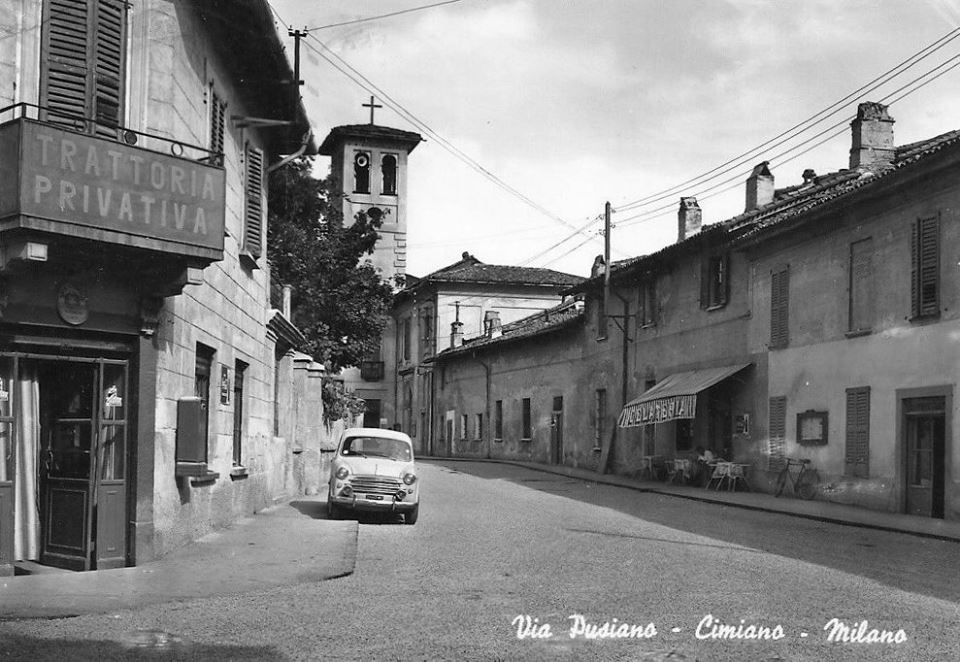
Veduta di via Pusiano nel quartiere Cimiano, anni '60

Deriva il nome da cimiliano, contrazione di "prossimo a Milano": quartiere della periferia nordest della città, è legato a numerose personalità di spicco, come Angelo Rizzoli e la casa editrice Rizzoli, il cardinale Schuster, don Giovanni Calabria, don Mazzi con il suo Exodus, e don Verzé.
Citato per la prima volta in un documento longobardo del X secolo ed inserito nella pieve di Bruzzano, costituì un comune autonomo fino al 1757, quando divenne frazione di Crescenzago per ordinanza di Sua maestà imperiale Maria Teresa d'Asburgo. Il decreto di annessione riconobbe tuttavia, con un'esenzione assai eccezionale, la storica e tradizionale individualità della località, permettendole a titolo onorifico di mantenere una propria identità ai fini catastali, con confini quindi ufficialmente definiti.
Amministrativamente tuttavia, Cimiano seguì poi in tutto e per tutto le sorti di Crescenzago, la quale fu a sua volta annessa a Milano nel 1923.

## Chiese
- Chiesa di San Giuseppe dei Morenti
- Chiesa di Gesù Cristo dei Santi degli Ultimi Giorni
- Chiesa di San Gerolamo Emiliani
- Chiesa della Beata Vergine Assunta

## Scuole
- Istituto comprensivo paritario San Giuseppe La salle
- Istituto comprensivo paritario preziosissimo sangue

## Infrastrutture e trasporti
- Linea M2: stazione di Cimiano

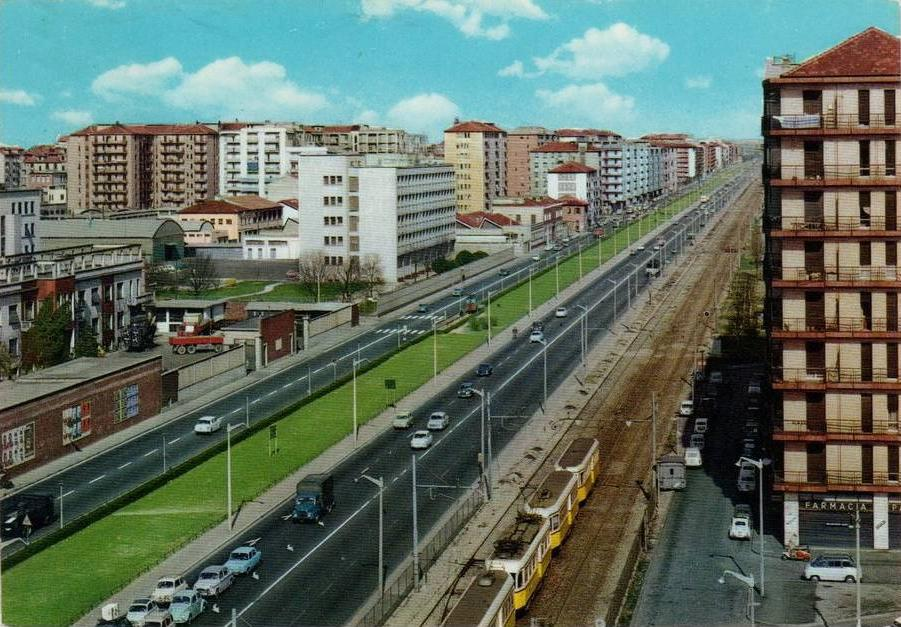
Veduta di via Palmanova nel quartiere Cimiano, anni '70

Il quartiere di Cimiano è attraversato da sud-ovest a nord-est dalla Via Palmanova, un'importante strada radiale che è il tratto di penetrazione urbana della strada statale 11 Padana Superiore, che collega Milano (Piazzale Loreto) a Brescia e Venezia. Parallela a questa, a nord-ovest, corre la Via Padova (precedentemente Via Milano, e prima ancora strada Postale Veneta).
Nel quartiere è presente una stazione della linea M2 della metropolitana di Milano, Cimiano. Inoltre, poco distante dal confine con il quartiere si trova, all'interno dell'omonimo quartiere, la stazione di Crescenzago.
Varie linee di autobus, gestite da ATM, collegano Cimiano ai quartieri limitrofi e al centro di Milano. In passato, Cimiano era interessato al passaggio della linea tranviaria Milano-Vimercate, soppressa negli anni ottanta e delle linee celeri dell'Adda, sostituite negli anni ottanta della metropolitana.